# Przełęcz Smyczka
Przełęcz Smyczka – przełęcz w środkowej części Beskidu Niskiego, położona na wysokości ok. 610 m n.p.m. pomiędzy szczytem Świerzowej (801 m n.p.m.) a wierzchołkiem Smyczki (ok. 670 m n.p.m.). Przez przełęcz nie biegnie żaden znakowany pieszy szlak turystyczny.